# Sulco Intrabético
O Sulco Intrabético (em castelhano: Surco Intrabético), também conhecido como Depressão Intrabética,  é um conjunto de depressões geográficas localizadas no sul da Península Ibérica, no Sistema Bético, que separa a Cordilheira Subbética, a norte, da Cordilheira Penibética, a sul.
É formado por um conjunto de pequenas depressões descontínuas que se estendem longitudinalmente paralelas a la costa mediterrânica. As bacias que a compõem ligam a  Andaluzia Ocidental com o levante peninsular e são, de oeste para leste: as depressões de Ronda e de Granada e Antequera e as hoyas (lit: "covas") de Guadix, Baza, Huéscar e Lorca.

## Geografia
Embora também se use a designação de depressão, este termo é inapropriado, sendo mais correto o de sulco, pois o termo depressão alude à pouca altitude do terreno relativamente a um planalto.
O Sulco Intrabético apresenta uma grande heterogeneidade:
- A Depressão de Ronda, que terá sido o começo do Sulco Intrabético, está plenamente integrado na Cordilheira Penibética.
- A Depressão de Antequera está intimamente relacionada com a Depressão Bética, que no passado era um grande golfo de um mar que separava a Serra Morena das Cordilheiras Béticas.
- A Depressão de Granada é a que melhor se enquadra na situação de intermediária entre as cordilheiras Penibética e Subbética.
- Finalmente, as hoyas de Guadix, Baza e Huéscar estão mais relacionados com a Cordilheira Subbética.

## Geologia
As depressões diferenciam-se dos conjuntos serranos que a limitam e dos esporões rochosos que as individualizam, formados por calcários que resultam numa paisagem seca e pouco florestada, por terem sido formadas por uma acumulação de materiais brandos, como argilas, siltes e conglomerados, que deram origem à formação de solos profundos adequados à agricultura, onde o único fator limitador desta atividade humana é a escassez de água.
A sua formação pode remontar a finais do Oligoceno e Mioceno Inferior, quando as cordilheiras béticas já estavam formadas em linhas gerais e já se tinha formado um sulco de subsidência que ficou rodeado por mar. Em épocas posteriores deu-se a formação de algumas zonas elevadas e desapareceu o sulco de subsidência de forma continuada, aparecendo uma série de depressões individualizadas pela formação de esporões montanhosos.

## Vias de comunicação
Atualmente, ao longo Sulco Intrabético percorre a autoestrada A-92, que liga Sevilha a Almeria, passando por Antequera, Granada e Guadix. O seu ramal A-92N serve Cúllar e Baza, até Puerto Lumbreras, onde liga com a A-7, que por sua vez liga com Múrcia e o Levante.
O sulco é também percorrido pela linha ferroviária que liga Sevilha a Granada.